# Nilaparvata oryzae
Nilaparvata oryzae är en insektsart som först beskrevs av Matsumura 1907.  Nilaparvata oryzae ingår i släktet Nilaparvata och familjen sporrstritar. Inga underarter finns listade i Catalogue of Life.